# Československá basketbalová liga 1960/1961
1. basketbalová liga 1960/1961 byla v Československu nejvyšší ligovou basketbalovou soutěží mužů, v ročníku 1. ligy hrálo 12 družstev. Slovenské družstvo Iskra Svit získalo první titul mistra Československa, Spartak Praha Sokolovo skončil na 2. místě a Slovan Orbis na 3. místě. Z nováčků se zachránila Dukla Mariánské Lázně, sestoupilo "B" družstvo Spartak Brno ZJŠ a Dukla Dejvice.
Konečné pořadí:
1. Iskra Svit (mistr Československa 1961) - 2. Spartak Sokolovo Praha  - 3. Slovan Orbis Praha - 4. Slavia VŠ Praha - 5. Spartak Brno ZJŠ "A"  - 6.  Slovan ÚNV Bratislava - 7.  Tatran Ostrava - 8. Jednota Košice - 9. Dukla Mariánské Lázně  - 10. Slávia Bratislava - další 2 družstva sestup z 1. ligy: 11.  Spartak Brno ZJŠ "B" -  12. Dukla Dejvice Praha

## Systém soutěže
Všech dvanáct družstev odehrálo dvoukolově každý s každým (zápasy doma - venku), každé družstvo odehrálo 22 zápasů. 

## Konečná tabulka 1960/1961
| Poř. | Tým                    | Z  | V  | P  | Skóre     | Body |
| ---- | ---------------------- | -- | -- | -- | --------- | ---- |
| 1.   | Iskra Svit             | 22 | 17 | 5  | 1566:1322 | 39   |
| 2.   | Spartak Sokolovo Praha | 22 | 15 | 7  | 1648:1419 | 37   |
| 3.   | Slovan Orbis Praha     | 22 | 14 | 8  | 1590:1405 | 36   |
| 4.   | Slavia VŠ Praha        | 22 | 14 | 8  | 1509:1374 | 36   |
| 5.   | Spartak Brno ZJŠ "A"   | 22 | 13 | 9  | 1689:1522 | 35   |
| 6.   | Slovan ÚNV Bratislava  | 22 | 13 | 9  | 1441:1440 | 35   |
| 7.   | Tatran Ostrava         | 22 | 12 | 10 | 1542:1518 | 34   |
| 8.   | Jednota Košice         | 22 | 11 | 11 | 1462:1590 | 33   |
| 9.   | Dukla Mariánské Lázně  | 22 | 10 | 12 | 1615:1613 | 32   |
| 10.  | Slávia VŠ Bratislava   | 22 | 7  | 15 | 1608:1629 | 29   |
| 11.  | Spartak Brno ZJŠ "B"   | 22 | 3  | 19 | 1208:1580 | 25   |
| 12.  | Dukla Dejvice          | 22 | 3  | 19 | 1247:1711 | 25   |

## Sestavy (hráči, trenéři) 1960/1961
- Iskra Svit: Boris Lukášik, Dušan Lukášik, Rudolf Vraniak, Ján Lehoczký, Zdeněk Setnička, Brychta, Imrich Kočík, Vass, Hrúz, Jozef Fabišík, Franc. Soročina. Trenér Pavel Antal
- Spartak Sokolovo Praha: Jiří Baumruk, Vladimír Lodr, Jindřich Hucl, Milan Rojko, Jindřich Kinský, Miloš Pražák, Dušan Krásný, Miloslav Kodl, Celestín Mrázek, Petr Kapoun, Josef Rotter, Lebruška, Zdražil. Trenér Josef Ezr
- Slovan Orbis Praha: Jaroslav Tetiva, Jaroslav Šíp, Bohuslav Rylich, Zdeněk Rylich, Jiří Tetiva, Vladimír Janout, Michal Vavřík, Jiří Blank, Zdeněk Žižka, Nerad, Eminger. Trenér Václav Krása
- Slavia VŠ Praha: Jiří Šťastný, Karel Baroch, Jaroslav Křivý, Jiří Ammer, Kadeřábek, Janovský, Podlesný, Knop, Gjurič. Trenér Emil Velenský
- Spartak Brno ZJŠ "A": František Konvička, Zdeněk Konečný, Zdeněk Bobrovský, Vladimír Pištělák, František Pokorný, Radoslav Sís, Milota, Páleník, Vykydal, Ludva. Trenér Ivo Mrázek
- Slovan ÚNV Bratislava: Karol Horniak, Ján Hummel, Horňanský, Ďuriš, Mikletič, Ištvánfy, Steuer, Závodský. Trenéři: Ladislav Krnáč, Bohdan Iljaško
- Tatran Ostrava:  Riegel, Jaroslav Chocholáč, Zdeněk Böhm, P. Böhm, Wrobel, Jan Kozák, Vlastimil Hrbáč, Hrnčiřík, Malota, Majer, Sehnal, Hartmann, Stejskal, Krajč. Trenér S. Linke
- Jednota Košice: I. Rosíval, Sahlica, Bombic, Kašper, Šosták, Brziak, Štefan Svitek, Bauernebl, Krejzl, Kudernáč, Bačinský, Kurian, Krejzl, Kozma, Šándor. Trenér L. Zeleň
- Dukla Mariánské Lázně: Bohumil Tomášek, Jaroslav Kraus, Jiří Šotola, Svoboda, Hronek, Předešlý, Kurz, Unger, Pilát, Páleník, Wildt, Vacek, Dašek. Trenér Ludvík Luttna
- Slávia Bratislava: P. Rosival, Koller, Klementis, Likavec, Rehák, Šimek, Preisler, Kadlčík, Srpoň, Ďuriš. Trenér Gustáv Herrmann
- Spartak Brno ZJŠ "B": Hradílek, Milota, Kummer, Růžička, Štolfa, Ivan Bobrovský, Vlk, Merkl, Láska, Audy, Jochman, Plaček, Nebuchla, Urban. Trenér J. Kubíček
- Dukla Dejvice: Jiří Šotola, Jiří Marek, Jindřich Hucl, Luboš Bajgar, Jirman, Lezo, Burkert, Šplíchal, I. Křivý, Šafránek, Dvořák, Beneš, Straka. Trenér Dmitrrij Ozarčuk

## Zajímavosti
- Československo vyhrálo kvalifikaci o účast na olympijských hrách v Itálii Bologna a na Olympijských hrách v srpnu 1960 Řím skončili na 5. místě, když hráli ve sestavě: 
  - kvalifikace: Bohumil Tomášek 85 bodů /5 zápasů, František Konvička 80 /6, Jiří Baumruk 68 /5, Zdeněk Rylich 59 /6, Boris Lukášik 49 /6, Dušan Lukášik 49 /5, Zdeněk Bobrovský 48 /6, Jaroslav Tetiva 36 /5, Zdeněk Konečný 20 /4, Jiří Šťastný 20 /3, Vladimír Pištělák 13 /3, Jindřich Kinský 4 /3, Jiří Tetiva, celkem 531 bodů v 6 zápasech (5-1), trenér: Ivo Mrázek.
  - OH 1960: Jiří Baumruk 147 bodů /8 zápasů, Bohumil Tomášek 103 /8, Zdeněk Bobrovský 90 /8, Boris Lukášik 89 /8, Zdeněk Konečný 64 /8, Jaroslav Tetiva 63 /8, František Konvička 49 /7, Bohuslav Rylich 17 /4, Jiří Šťastný 7 /2, Jindřich Kinský 4 /4, Dušan Lukášik, Vladimír Pištělák, celkem 633 bodů v 8 zápasech (5-3), trenér: Ivo Mrázek.
  - Konečné pořadí: 1. USA, 2. Sovětský svaz, 3. Brazílie.
- Mistrovství Evropy v basketbale mužů v červnu 1961 se konalo v Jugoslávii Bělehrad. Mistrem Evropy byl Sovětský svaz, druhá skončila Jugoslávie  a třetí Bulharsko.  Na 5. místě skončilo Československo, které hrálo v sestavě: František Konvička 73 bodů /7 zápasů, Zdeněk Bobrovský 72 /8, Bohumil Tomášek 69 /8, Jiří Baumruk 65 /8, Bohuslav Rylich 67 /8, Jaroslav Tetiva 46 /8, František Pokorný 36 /7, Zdeněk Konečný 29 /8, Vladimír Pištělák 24 /7, Jiří Marek 7 /5, Miloš Pražák 5 /2, Vladimír Lodr 0 /2, celkem 493 bodů v 8 zápasech (4-4), trenér: Ladislav Krnáč.
- Spartak Praha Sokolovo v Poháru evropských mistrů 1960/61 odehrál 6 zápasů (5-1) a byl vyřazen ve čtvrtfinále rozdílem 8 bodů ve skóre od Steaua Bukurešť, Rumunsko (60-50, 47-65).